# Teut Weidemann
Teut Weidemann (* 1965 in Aurich) ist ein deutscher Spieleentwickler und -Produzent. Er gehört zu den ersten professionellen Spieleentwicklern Deutschlands.
Seinen ersten Kontakt mit Computern hatte Weidemann noch während seiner Schulzeit, 1981. 1987 begann er kurzzeitig ein Physik-Studium an der Ludwig-Maximilians-Universität in München, entschied sich dann jedoch dazu, bei Rainbow Arts und Softgold in Nordrhein-Westfalen als Development Director zu arbeiten. Dort war er an der Entwicklung von mehr als 30 Spielen, unter anderem Katakis, X-Out, R-Type (nur Konvertierung) und M.U.D.S., beteiligt und arbeitete dort auch mit anderen Pionieren der deutschen Spieleentwickler-Szene zusammen, wie etwa mit Chris Hülsbeck oder Boris Schneider-Johne.
Nach mehr als drei Jahren verließ er Rainbow Arts und Softgold und arbeitete daraufhin in verschiedenen Stellungen, unter anderem eine Zeit lang bei Microsoft in Seattle.
1996 gründete er sein eigenes Entwicklungsstudio, Wings Simulations, in Hattingen, Nordrhein-Westfalen.  Wings Simulations veröffentlichte unter anderem Titel wie Panzer Elite und Söldner: Secret Wars. Das Studio wurde 2000 vom österreichischen Spiele-Publisher JoWood übernommen. Nach einer Umstrukturierung und finanziellen Schwierigkeiten bei JoWood musste Wings Simulations schließlich 2005 geschlossen werden, kurz nachdem das Add-on Söldner: Marine Corps veröffentlicht worden war.
Weidemann war anschließend von 2005 bis 2007 als Vorstandsmitglied bei cdv Software Entertainment tätig. Heute arbeitet er als freier Berater für Online Entertainment und ist auch als Dozent an verschiedenen Bildungseinrichtungen, etwa der Filmakademie Ludwigsburg oder bis 2009 auch an der Mediadesign Hochschule in Düsseldorf, tätig.
Er war von 2009 bis 2015 für Ubisoft Blue Byte als Berater tätig und war als Designer und Online-Spezialist unter anderem am Projekt Die Siedler Online beteiligt.

## Trivia
Teut Weidemann taucht als Bishop in Wizardry IV auf, da er in den 1980er Jahren zu den großen Fans zählte.